# خلیل الوزیر
خلیل ابراهیم الوزیر با کنیه ابوجهاد (۱۰ اکتبر ۱۹۳۵ – ۱۶ آوریل ۱۹۸۸)، سیاست‌مدار و تئوریسین نظامی فلسطینی بود. او از بنیان‌گذاران جنبش فتح، عضو کمیته مرکزی این سازمان و فرمانده العاصفه شاخه نظامی فتح بود. کماندوهای اسرائیلی او را در شهر تونس در سال ۱۹۸۸ کشتند.

## زندگی
خلیل در خانواده‌ای مسلمان و از پدری مغازه‌دار در رمله در فلسطین تحت قیومیت بریتانیا به دنیا آمد. خانواده ابوجهاد پس از جنگ ۱۹۴۸ آواره شدند و در نوار غزه که به تصرف مصر درآمده بود منزل گزیدند. ابوجهاد تحصیلاتش را در آژانس کمک‌رسانی سازمان ملل پی گرفت.

## فعالیت‌ها
ابوجهاد در نوزده سالگی عضو جنبش اخوان‌المسلمین شد و به جرم انجام یک عملیات نظامی در خان یونس توسط پلیس مصر بازداشت شد و چند ماهی را در زندان به سر برد. در ۱۹۵۱ در قاهره با یاسر عرفات آشنا شد و با یکدیگر جنبش فتح را بنیان نهادند که در ۱۹۶۴ با اتحاد با گروه‌های کوچک‌تر فلسطینی سازمان آزادی‌بخش فلسطین را ایجاد کردند. او مدتی در دانشگاه اسکندریه درس خواند اما تحصیل دانشگاهی خود را تمام نکرد.
او در فتح مسئولیت امور پشتیبانی و تهیه تسلیحات را برعهده داشت و مجله «فلسطیننا» را به چاپ می‌رساند. از ۱۹۵۹ در کویت که نخستین مقر فتح بود به معلمی اشتغال داشت و در ۱۹۶۲ با انتصار الوزیر اولین زن عضو جنبش فتح ازدواج کرد.
در ۱۹۶۳ برای برپایی دفتر فتح در الجزایر به این کشور سفر کرد و اولین دفتر فتح در یک کشور عربی و اولین اردوگاه نظامی نیروهای فتح را تأسیس کرد. تعدادی از اعضای برجسته فتح دوره‌های نظامی را در دانشگاه جنگ الجزیره گذراندند. در این دوران نخستین تماس‌های فتح با کشورهای بلوک شرق انجام شد و او در این راستا به چین، شوروی، رومانی، آلمان شرقی، چکسلواکی، کره شمالی و ویتنام شمالی سفر کرد. در بروشورهای اطلاعاتی ساف آمده‌است که او در ویتنام و کره شمالی آموزش‌های پیشرفته نظامی دیده‌است اما این ادعا در دانشنامه فلسطینیان رد شده‌است.
او پس از سپتامبر سیاه و اخراج چریک‌های فلسطینی از اردن در ۱۹۷۱ به بیروت نقل مکان کرد. وی مدافع نزدیکی دوباره به اردن و حضور فتح در کرانه باختری و نوار غزه شد.
پس از شکست فتح در جریان جنگ لبنان ۱۹۸۲ از اسرائیل ناچار به نقل مکان به تونس شد. تلاش‌های او نقش زیادی در آغاز انتفاضه ۱۹۸۷ داشت. او یکسال بعد در شهر تونس توسط کماندوهای اسرائیلی کشته شد.

## شخصیت و اعتقادات

یاسر عرفات و ابوجهاد

ابوجهاد با وجود ارتباط نزدیک با کشورهای کمونیستی از نظر ایدئولوژیک به آن معتقد نبود و در طیف میانه‌رو فتح قرار می‌گرفت. نظریه او که آن را «انقلاب آزادی‌بخش مردمی» می‌نامید بر مبنای قیام مردم ساکن سرزمین‌های اشغال‌شده‌استوار بود. ابوجهاد بیش از هر شخص دیگری در فتح و ساف به کشاندن مبارزه به کرانه باختری و نوار غزه اعتقاد داشت و شبکه‌های ارتباطی مهمی را بین مبارزان ساکن این مناطق و گروه‌های مقاومت فلسطینی برقرار کرده بود.
او در ۱۹۶۴ در تور شرق آسیای خود نظریه «انقلاب آزادی‌بخش مردمی» را برای رهبران چینی از جمله چوئن لای تشریح کرد. خلیل وزیر در ۱۹۶۵ به دمشق رفت و حمایت حزب بعث سوریه نسبت به انقلاب آزادی‌بخش مردمی را نیز جلب کرد.
دانشنامه بریتانیکا او و یاسر عرفات را بنیان‌گذاران جنبش فتح معرفی کرده‌است و سعید ابوریش او را دست راست عرفات می‌نامد. او شخصیت خوشنامی در میان فلسطینیان، از جمله سازمان‌های رقیب بود.
دوستی و همکاری دیرینه‌اش با عرفات کمک زیادی به عرفات می‌کرد. درحالیکه یاسر عرفات به دنبال یافتن چاره دیپلماتیک بود، ابوجهاد با انجام عملیات‌های نظامی مهیب و موفقیت‌آمیز فشار را از روی عرفات برمی‌داشت.